# Laura López Valle
Laura López Valle (Valladolid, 24 de abril de 1988) es una deportista española que compitió en natación sincronizada.
Participó en los Juegos Olímpicos de Pekín 2008, obteniendo una medalla de plata en la prueba de equipo. Ganó tres medallas en el Campeonato Europeo de Natación, en los años 2006 y 2008.

## Palmarés internacional
| Juegos Olímpicos   | Juegos Olímpicos         | Juegos Olímpicos | Juegos Olímpicos  |
| Año                | Lugar                    | Medalla          | Prueba            |
| ------------------ | ------------------------ | ---------------- | ----------------- |
| 2008               | Pekín (China)            | Medalla de plata | Equipo            |
| Campeonato Europeo |                          |                  |                   |
| Año                | Lugar                    | Medalla          | Prueba            |
| 2006               | Budapest (Hungría)       | Medalla de plata | Equipo            |
| 2006               | Budapest (Hungría)       | Medalla de plata | Combinación libre |
| 2008               | Eindhoven (Países Bajos) | Medalla de oro   | Combinación libre |